# Sandro Ciotti
Alessandro Ciotti, detto Sandro (Roma, 4 novembre 1928 – Roma, 18 luglio 2003), è stato un giornalista italiano.
Voce storica del popolare programma radiofonico Tutto il calcio minuto per minuto.

## Biografia

Sandro Ciotti (accosciato, terzo da sinistra) con la squadra giovanile della Lazio nella stagione 1945-1946

Al suo battesimo fece da padrino il poeta Trilussa. Dopo aver completato gli studi classici, si unì alle giovanili della squadra calcistica della Lazio, ricoprendo il ruolo di difensore e poi quello di mediano; in seguito militò nella Viterbese, nell'Ancona, nel Frosinone e infine nel Forlì. Nello stesso periodo si iscrisse all'Accademia Nazionale di Santa Cecilia per imparare a suonare il violino.

Sulle orme di suo padre Gino, scomparso prematuramente, decise di intraprendere la carriera giornalistica. Iniziò nel 1954 collaborando a Paese Sera, Messaggero e Il Giornale d'Italia.
Nel 1964 ebbe anche un'esperienza come paroliere, scrivendo insieme ad Enzo Jannacci la canzone "Veronica".

### Carriera radiofonica
Dopo aver partecipato a diverse rubriche radiofoniche (tra cui Mondorama, Voci dal mondo, Schermi e ribalte, Telescopio e Novità da vedere), nel 1956 esordì come conduttore in K.O. Incontri e scontri della settimana sportiva, una delle prime trasmissioni di satira musicale e sportiva. Nel 1958 divenne un inviato stabile per la Rai, ideando altre rubriche di successo come L'uomo del giorno per la trasmissione Domenica Sport (1958), L'angolo del jazz (1959), Il film all'italiana (1967), Il liscio (1974), e per otto anni consecutivi condusse insieme a Lello Bersani la prima rubrica radiofonica interamente dedicata al cinema, Ciak (1962). Fu un prolifico narratore, soprattutto di sport ma anche di musica, raccontando al microfono oltre 2400 partite di calcio, 14 Olimpiadi, 15 edizioni del Giro d'Italia, 9 Tour de France e ben 40 Festival di Sanremo. 

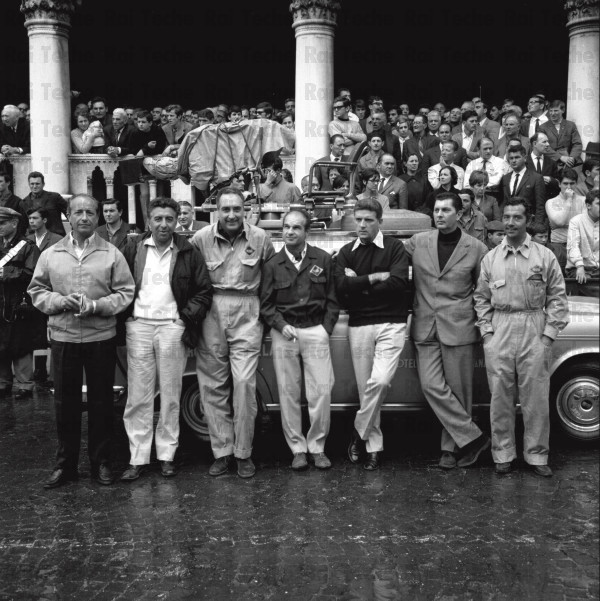
Foto di gruppo di giornalisti sportivi Rai al Giro d'Italia 1967. Sandro Ciotti è al centro. Gli altri sono Adone Carapezzi, Enrico Ameri, Nando Martellini, Sergio Zavoli, il capo spedizione Nino Greco e Adriano De Zan.

Durante le Olimpiadi di  Roma 1960 ebbe la sua prima esperienza di radiocronaca, della partita tra Danimarca e Argentina allo Stadio Flaminio. In quell'edizione dei Giochi gli fu anche affidato l'incarico di narrare la finale di hockey su prato tra India e Pakistan presso il Velodromo Olimpico: avendo una conoscenza limitata di questo sport, scherzò sulla complessità di dover raccontare una partita in cui tutti gli atleti indiani avevano il cognome "Singh", mentre tra i giocatori pakistani prevaleva il nome "Abdul".
La sua capacità di catturare l'ascoltatore fu paradossalmente accresciuta dalla voce roca, derivante da una interminabile radiocronaca svolta sotto la pioggia alle Olimpiadi di Città del Messico del 1968, che gli produsse un edema alle corde vocali non curabile senza un intervento chirurgico rischioso. Inizialmente pensò di rinunciare alle radiocronache ma poi la sua personalità mordace e pronta si sviluppò ulteriormente e la sua voce subì una trasformazione unica e caratteristica, grazie anche alla sua "auto-prescrizione" quotidiana di 40 sigarette americane senza filtro, diventando immediatamente riconoscibile per chi lo ascoltava..

#### Tutto il calcio minuto per minuto
La sua fu una delle voci storiche del popolare programma radiofonico Tutto il calcio minuto per minuto, insieme a quella di Enrico Ameri. Uno dei momenti più riconoscibili è rappresentato dal celebre "Scusa Ameri!" che pronunciava quando interrompeva il collega dal campo centrale per fornire aggiornamenti su un risultato o descrivere un'azione cruciale.
La celebre espressione Clamoroso al Cibali!, spesso utilizzata nel contesto calcistico per indicare un risultato inaspettato, gli è stata per anni attribuita ma non ci sono prove che l'abbia effettivamente pronunciata. Anche se la sua origine rimane incerta, Ciotti non ha mai smentito la vicenda.
Alle 16.45 di domenica 12 aprile 1970, comunicò in diretta la storica conquista matematica del primo scudetto del Cagliari.
Il 20 maggio 1973 annunciò, al minuto '87 di Tutto il calcio minuto per minuto, il gol vincente di Cuccureddu, calciatore della Juventus, che consegnò lo scudetto ai bianconeri dopo un rocambolesco finale. Secondo alcune fonti la trasmissione raggiunse il picco massimo di audience per un episodio, si stimano circa 23 milioni di ascoltatori!
Il 27 aprile 1975 Enrico Ameri, sfinito dalle frequenti interruzioni di Ciotti, lo chiamò "c*gli*ne" pensando erroneamente che il microfono non fosse attivo.
Al gol del pareggio di Roberto Baggio contro la Nigeria negli ottavi di finale di USA 94, dopo quasi novanta minuti di assalti alla porta avversaria, esclamò: "Era ora, Santo Dio!".

Il 12 maggio 1996 concluse la sua ultima radiocronaca, della partita di campionato Cagliari-Parma alla fine della stagione 1995-1996, esprimendo gratitudine ai radioascoltatori con un toccante messaggio speciale:

### Carriera televisiva e cinematografica
Nel 1970 debuttò in televisione, in una particolare veste tra telecronista e disc jockey, nel programma intitolato Il Telecanzoniere. Nelle sei puntate, guidò i telespettatori alla scoperta dei cantanti del panorama musicale italiano dell'epoca, dai più celebri ai talenti emergenti, riproponendo i successi del Cantagiro 1969. Con il suo inconfondibile e arguto stile, introdusse e commentò le canzoni eseguite dal vivo sul palco, alternandole alle immagini dei videoclip prodotti, che mostravano gli artisti mentre si dedicano alle loro passioni extramusicali. Il programma offrì l'opportunità di conoscere meglio molti artisti, come Gianni Morandi, Maurizio Vandelli, Patty Pravo, Nada, Marcella Bella. Per l'occasione indossava un abito bianco che richiamava il camice utilizzato dai tecnici dell'RCA, nei cui studi furono girate tutte le introduzioni delle esibizioni dei cantanti. Ciotti riteneva che le canzoni e lo sport fossero simili, entrambi portatori di ottimismo. Le canzoni, spesso ispirate all'amore, rappresentavano la parte migliore di noi stessi; allo stesso modo, lo sport ci offriva modelli umani esemplari e gare esaltanti, proiettando un'immagine ottimistica di noi stessi. Questi due campi aiutavano le persone a vivere in modo leggero e migliorato, arricchendo l'esistenza.
Nel 1976 diresse il film documentario Il profeta del gol, un ritratto completo di Johan Cruijff, offrendo riprese intime e ravvicinate del calciatore. La sua voce aggiunse un tocco speciale, mentre le musiche originali di Bruno Martino crearono l'atmosfera di una classica commedia all'italiana. Il fuoriclasse olandese accettò di partecipare al progetto purché la regia fosse affidata a Ciotti, il giornalista sportivo da lui considerato il migliore che avesse mai incontrato.

#### La Domenica Sportiva
Dal 1986 condusse per otto edizioni La Domenica Sportiva. Fu inizialmente affiancato da Maria Teresa Ruta, che annunciava abitualmente con l'espressione il sorriso che non conosce confini.
Nel 1989 comunicò nel corso della trasmissione la tragica notizia del decesso del calciatore Gaetano Scirea, avvenuta a seguito di un incidente automobilistico in Polonia. In un momento visibilmente commosso, Ciotti lo ricordò come una figura che "ha brillato per diversi anni, un autentico campione nel mondo dello sport e della civiltà".
Dal 1992 si avvalse della collaborazione di Simona Ventura per due edizioni, iniziando ogni puntata con l'espressione ironica "Amici miei, e non della (av)Ventura", ispirata da un verso dantesco:
(Dante Alighieri, Inferno, Canto II, 61 ss.)

#### Doppiaggio e documentari
Nel 1996, nel film Space Jam interpretato da Michael Jordan con molti personaggi animati della Warner Bros., fu la voce italiana che presentò l'ingresso delle squadre in campo nel celebre incontro di pallacanestro.
Nel 1998 diresse un importante documentario, dal titolo "Tenco", dedicato alla vita e alla carriera di Luigi Tenco, del quale era amico ed estimatore, in occasione del trentunesimo anniversario della morte, affrontando il controverso dibattito sul tragico suicidio. In un'intervista del marzo 1962 aveva messo in luce quel giovane che si stava affacciando nel mondo della musica leggera con determinazione, e pur essendo spesso confuso con Nico Fidenco, dimostrava consapevolezza della sua unicità.

## Vita privata
Ciotti scelse di non contrarre mai matrimonio. Nel corso di un'intervista del 1996 al periodico Gente, dichiarò che la vita aveva deciso per lui in qualche modo, attraverso varie circostanze, impedendogli di formare una famiglia. Inoltre rivelò di aver vissuto storie d'amore significative ma che il suo primo grande amore si era rivelato una delusione intensa e fu forse determinante per le scelte successive. Ha riconosciuto di avere scarso interesse per la vita di coppia e di tenere molto alla sua libertà, sottolineando che una moglie si sarebbe inevitabilmente sentita trascurata e che ciò avrebbe avuto un impatto anche su di lui. L'unico vero rimpianto è stato di non aver avuto figli.
La sua squadra del cuore fu la Lazio, nelle cui giovanili giocò anche per alcuni anni.
Nel 1997 pubblicò la sua autobiografia, Quarant'anni di parole.
Si è spento nella sua città natale il 18 luglio 2003, dopo una lunga malattia. Ai funerali svoltisi presso la Chiesa degli Artisti in Piazza del Popolo a Roma hanno partecipato alcune centinaia di persone. Tra i presenti, molti suoi colleghi e amici, compagni di avventura della trasmissione radiofonica Tutto il calcio minuto per minuto che ha caratterizzato gran parte della sua carriera. Durante la sobria cerimonia, Sergio Zavoli ha sottolineato come Ciotti abbia elevato il mestiere di cronista a forma d'arte: "... ha sempre messo del suo. Non ha mai fatto da semplice mediatore."
A dieci anni dalla scomparsa, Rai Storia gli ha dedicato uno speciale, trasmesso il 16 luglio 2013 in seconda serata, intitolato "Sandro Ciotti – Un uomo solo al microfono", ripercorrendo la sua lunga carriera con filmati d'epoca e interviste ai colleghi che lo hanno conosciuto, e svelando aspetti meno noti della sua vita.

## Programmi radiofonici
- K.O. Incontri e scontri della settimana sportiva, conduttore (1956)
- Tutto il calcio minuto per minuto, inviato (1960-1996)
- Ciak, co-conduttore con Lello Bersani (1962)

## Programmi televisivi
- Il Telecanzoniere, conduttore (febbraio - marzo 1970)
- La Domenica Sportiva, conduttore (1986-1993)
- I promessi sposi, cameo (1990)

## Filmografia

### Regista
- Morte di Bandini (1966) (documentario televisivo)
- Morte di Tenco (1967) (documentario televisivo)
- Brno - Cecoslovacchia: moti e insurrezioni (1971) (documentario televisivo)
- Il profeta del gol (1976)

### Doppiaggio
- Space Jam (1996)

## Opere
- Quarant'anni di parole, Rizzoli, 1º luglio 1997, ISBN 8817845213